# Associação Maga Esporte Clube
A Associação Maga Esporte Clube mais conhecida como Maga, foi um clube brasileiro de futebol da cidade de Indaial, em Santa Catarina. As cores do clube eram azul, preto e branco.

## História
O clube foi fundado em 12 de maio de 2008, foi fundado pelo empresário italiano Mino Raiola mesmo empresário de Ibrahimovic, Pogba, Balotelli e  Haaland. O clube era especialista em formar jovens promessas do futebol brasileiro para levar para clubes europeus. Em 2009 estreou na terceira divisão do Campeonato Catarinense, terminando na última posição.[carece de fontes?]
O Maga passou a ser conhecido como o pior time do Brasil em 2011, já com as cores azul, branco e preto, quando protagonizou uma matéria do Blog do site Globoesporte.com, o Pombo Sem Asa, tendo sido transmitido no programa "Redação Sportv".  Na ocasião, o clube ainda não havia vencido sequer uma partida em sua história, desde 2009, ano em que estreou na terceira divisão catarinense. O clube tinha no elenco um jogador que atuava como goleiro e também como atacante em algumas partidas.
Na temporada de 2011, ganhou sua primeira partida, por W.O., do Pinheiros, que não providenciou a documentação de seu estádio para a partida. Mas, pouco tempo depois, perdeu os pontos, ao ser punido no TJD.  Em 29 de setembro de 2012, venceu pela primeira vez na história dentro de campo, ao bater o Navegantes por 2 a 1, em Indaial, no estádio Gigante do Vale.
Ao fim da temporada 2012, o Maga somava 34 partidas em sua história, com uma vitória em campo, uma vitória por W.O., 32 derrotas, 11 gols pró (só oito com bola rolando) e 143 gols sofridos.
A melhor campanha da história do maga foi construída no ano de 2016 pelo campeonato catarinense (Série C) alcançando a segunda colocação no returno, ficando atrás apenas do campeão Itajaí. E na aquele mesmo ano o clube foi campeão da Serei c do catarinense sub-17[carece de fontes?] No final de 2016 o clube avisou que encerraria as atividades. O fato de a única rádio que acompanhava o time não saber disso mostra a capacidade do Maga de se manter nas sombras.

## Títulos
- Campeonato Catarinense Serie C Sub-17 : 2016

### Campanhas e destaques
- 4° Lugar no Campeonato Catarinense de Futebol - Série C : 2016